# Tsianina Redfeather Blackstone

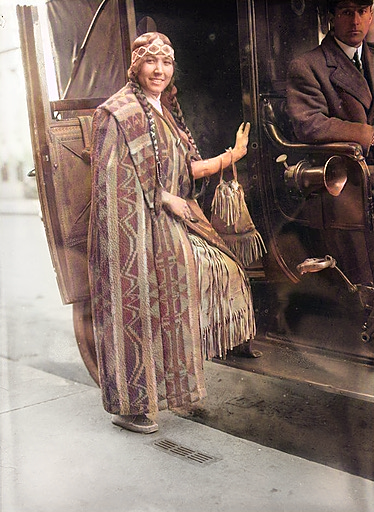
Tsianina Redfeather Blackstone nel 1915 in attesa

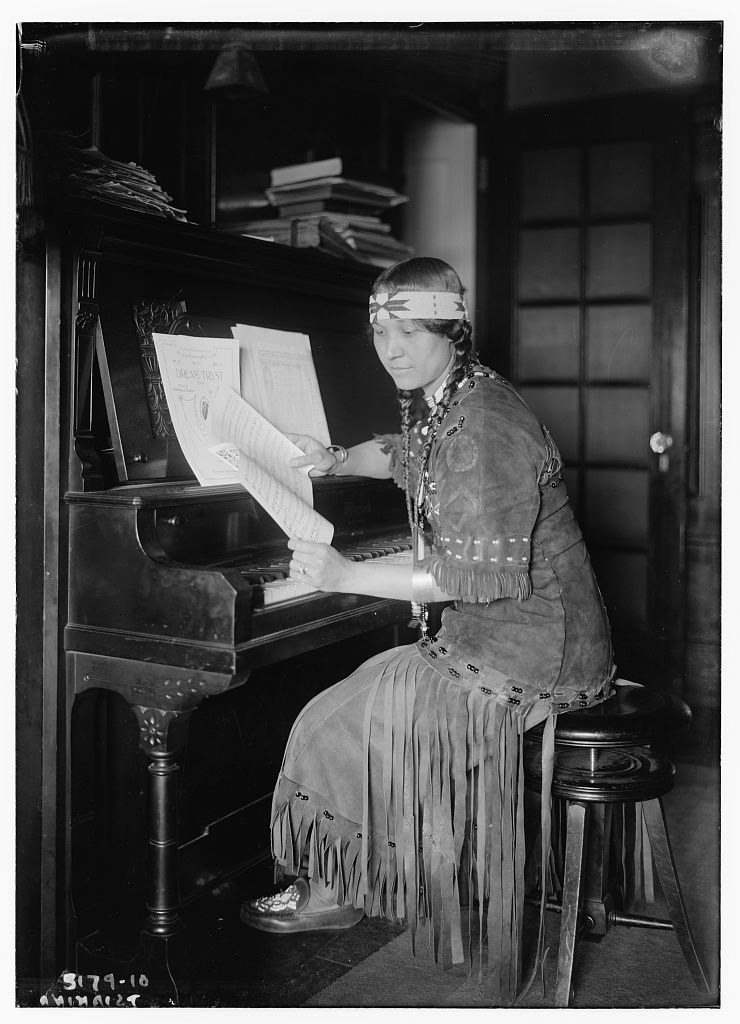
Tsianina nel 1915

Tsianina Redfeather Blackstone (Eufaula, 13 dicembre 1882 – San Diego, 10 gennaio 1985) è stata un mezzosoprano, compositrice, artista e attivista per i diritti dei nativi americani statunitense di origine Muscogee.

## Biografia
Nacque da genitori Cherokee e Creek e si distinse musicalmente dai suoi 9 fratelli. Dal 1908 fece regolarmente tournée con Charles Wakefield Cadman, un compositore e pianista che teneva conferenze sulla musica dei nativi americani accompagnate dalle sue composizioni e dal canto di Tsianina. Ha composto opere basate sulla musica classica, associate al movimento indianista. Sono stati in tournée negli Stati Uniti e in Europa.
Collaborò con lui e Nelle Richmond Eberhart al libretto dell'opera Shanewis (o The Robin Woman, 1918), basata sulle sue storie semi-autobiografiche e problemi contemporanei dei nativi americani. Fu presentata in anteprima al Metropolitan Opera. La Redfeather cantò il ruolo della protagonista quando l'opera era in tournée, facendo il suo debutto quando l'opera fu eseguita a Denver nel 1924 ed esibendosi anche Los Angeles nel 1926.
Dopo la sua carriera da interprete, ha lavorato come attivista per l'educazione indiana, co-fondando l'American Indian Education Foundation. Ha anche sostenuto l'archeologia e l'etnologia dei nativi americani, facendo parte del consiglio di amministrazione della School of American Research fondata a Santa Fe da Alice Cunningham Fletcher.

### Primi anni
Tsianina Redfeather nacque come Florence Tsianina Evans a Eufaula, Nazione Muscogee, in Territorio indiano (ora Oklahoma), da genitori Muscogee. I suoi antenati furono costretti a lasciare la loro terra natale nel sud-est degli Stati Uniti e costretti a marciare sul Sentiero delle lacrime. Tutti e nove i fratelli Tsianina avevano talento musicale, ma lei era la migliore. Iniziò ad allenarsi all'età di 14 anni a Denver, in Colorado, sponsorizzata in parte da Alice Robertson. Aveva guadagnato borse di studio a Denver e New York City. Durante la formazione a Denver Tsianina diventa un mezzosoprano virtuoso e incontra Charles Cadman, un pianista americano, che in seguito diventò il suo partner negli spettacoli in tournée in tutto il mondo.

### Carriera
All'età di 26 anni Tsianina si unì al pianista americano Charles Wakefield Cadman in tournée, tenendo recital in tutto il Nord America. Cadman, che era bianco, aveva studiato la musica dei nativi americani da fonti etnologiche e stava tenendo conferenze su di essa, a partire dal 1908. Stava anche creando opere tratte dalla musica indiana. Nell'estate del 1909 si recò in Nebraska, dove studiò la musica di Omaha e Winnebago nelle riserve. Imparò anche a suonare alcuni strumenti tradizionali.
A partire dal 1908 Cadman condusse tournée di conferenze parlando della musica degli indiani d'America e si esibì in recital sull'argomento, comprese le sue stesse canzoni accompagnato da Tsianina come cantante. Iniziarono a fare tournée e ad esibirsi nelle capitali d'Europa e al Metropolitan Opera House con la maggior parte delle principali orchestre sinfoniche degli Stati Uniti. Come "Principessa Tsianina Redfeather", eseguiva le composizioni di Cadman indossando costumi tradizionali, con i capelli raccolti in lunghe trecce. Bordava i suoi stessi indumenti e la caratteristica fascia per la testa. La composizione di Cadman From The Land of Sky-Blue Water fu scritta appositamente per lei e diventò il cavallo di battaglia della Redfeather.
Ha collaborato con Cadman e la sua librettista Nelle Richmond Eberhart nella creazione dell'opera Shanewis (o The Robin Woman). La sua trama di attualità era vagamente basata sulle storie semi-autobiografiche della Redfeather della vita dei nativi americani ed era ambientata in California e Oklahoma. L'opera debuttò al Metropolitan Opera nel 1918 e fu eseguita anche la stagione successiva. Molto popolare, girò gli Stati Uniti. Tsianina cantò la parte della protagonista in alcune esibizioni in tournée, facendo il suo debutto nell'opera nel ruolo a Denver nel 1924. Lo ha ripreso nel 1926 all'Hollywood Bowl di Los Angeles.
Durante la prima guerra mondiale nel 1918 la Redfeather era a capo di una troupe di intrattenitori nativi americani sponsorizzata dalla YMCA che fece tournée in Francia e Germania, esibendosi per le truppe americane. Il titolo dello spettacolo era "L'indiano di ieri e di oggi". Descrisse gli altri come "venti ragazzi indiani". Lei e Cadman hanno debuttato con Shanewis al Metropolitan Opera; il cast ricevette 22 chiamate alla ribalta. Cadman aveva basato l'opera sulle storie dei nativi americani raccontate da Tsianina. Quest'opera diventò la prima opera contemporanea ad essere rappresentata per una seconda stagione al Met ricevendo 22 chiamate alla ribalta. Il generale John J. Pershing la onorò come una delle prime donne a offrirsi volontaria per intrattenere le truppe. Fu la prima donna ad attraversare il Reno per raggiungere le truppe americane in Germania. Nel 1922 la Redfeather si esibì per un gruppo di investitori immobiliari tra cui il Dr. D.O. Norton che aveva costruito una proprietà resort vicino a Fort Collins. Gli investitori furono così commossi dalla sua performance che chiamarono il loro villaggio di montagna in suo onore e diedero nomi indiani a gran parte dell'area.
Nel 1935 la Redfeather si ritira dal canto ma è ancora attiva nel problema delle questioni indiane. È una delle fondatrici dell'American Indian Education Foundation (AIEF).
Ha anche servito per 30 anni nel consiglio di amministrazione della School of American Research di Santa Fe. Destinato a promuovere la ricerca archeologica ed etnologica negli Stati Uniti relativa ai nativi americani, l'istituto è stato fondato dall'etnologa Alice Cunningham Fletcher. L'archeologo dilettante Edgar Lee Hewett, che aveva raggiunto uno status e donato ingenti somme di denaro alla scuola, fu nominato direttore. La Redfeather raccontò che dopo aver incontrato Hewett le disse che ammirava la forma della sua testa e sperava di averla per il suo museo dopo la sua morte. "Mi ha spaventato", ha ricordato, "e avevo una segreta paura di avere il mio cranio in mostra perché tutti lo vedessero".

### Vita privata
Nel 1920 la Redfeather sposò David F. Balz di Denver. Dopo aver divorziato si risposò. Il suo secondo marito si chiamava Blackstone. Divorziò anche da lui.
La Redfeather divenne una devota Scienziata cristiana più tardi nella vita. Alla fine si stabilì in California, dove visse con sua nipote Wynemah Blaylock (a volte scritta Blalock) a Burbank. Successivamente si trasferirono a San Diego.
Nel 1981 Tsianina fu battezzata nella fede cattolica nella chiesa di San Giovanni a San Diego da monsignor Andrew Hanley. Nel suo necrologio la descrisse come una "adorabile adorabile persona" e che "era solo una persona eccezionale". Dopo la morte della Redfeather nel 1985, all'età di 102 anni, si tenne una messa funebre per lei a St. John's. Sua nipote disse che discendeva dalla "regalità indiana".
Per celebrare il 50º anniversario della Red Feather Ranger Station, la comunità pianificò un mese di storia delle Piume Rosse nel luglio del 1988. R.J. Wiley creò un dipinto di Tsianina per un'opera teatrale sulla sua vita che fu messa in scena.